# Dolní Luby
Dolní Luby, bis 1948 Dolní Schönbach (deutsch Unter Schönbach, auch Unterschönbach) ist ein Ortsteil der Stadt Luby in Tschechien.

## Geographische Lage
Die Ortslage erstreckt sich anderthalb Kilometer südöstlich von Luby rechtsseitig des Baches Lubinka.

## Geschichte
Viele Orte des Schönbacher Ländchens, die 1348 Rüdiger von Sparneck erwarb wurden vom Kloster Waldsassen aus gegründet. Ab der Mitte des 19. Jahrhunderts gehörte der Ort zum Gerichtsbezirk Wildstein bzw. Bezirk Eger.
1939 zählte Unterschönbach 120 Einwohner. Zwischen 1938 und 1945 war die Gemeinde Teil des deutschen Landkreises Eger. 1948 erfolgte die Umbenennung in Dolní Luby. 1951 erfolgte die Eingemeindung nach Luby.

### Einwohnerentwicklung
| Jahr | Einwohnerzahl |
| ---- | ------------- |
| 1869 | 119           |
| 1880 | 131           |
| 1890 | 168           |
| 1900 | 187           |
| 1910 | 173           |

| Jahr | Einwohnerzahl |
| ---- | ------------- |
| 1921 | 135           |
| 1930 | 134           |
| 1950 | 0             |
| 1961 | 26            |
| 1970 | 27            |

| Jahr | Einwohnerzahl |
| ---- | ------------- |
| 1980 | 21            |
| 1991 | 19            |
| 2001 | 30            |
| 2011 | 18            |